# Tyrrell 020
A Tyrrell 020 egy Formula–1-es versenyautó, amellyel a Tyrrell csapat versenyzett az 1991-es Formula–1 világbajnokság során, majd átalakított, 020B nevű változatával az 1992-es idényben, 020C változatával pedig az 1993-as idény első felében. Pilótái 1991-ben Nakadzsima Szatoru és Stefano Modena voltak, 1992-ben Olivier Grouillard és Andrea de Cesaris, 1993-ban pedig az előbbit váltó Katajama Ukjó.

## Áttekintés
1991-ben a Honda lett a csapat motorpartnere, köszönhetően Nakadzsima szerződtetésének. Ezek ugyan az előző évi specifikációjúak voltak, mégis erősebbek voltak a korábbi Ford-Cosworth motoroknál. Ezeket a Mugen Motorsports tartotta karban. Az autók festése is megváltozott: miután a Braun érkezett főszponzorként, barna-fekete színekben pompáztak.
A várt eredmények azonban elmaradtak, ugyanis megbízhatósági gondok hátráltatták a csapatot. A kanadai nagydíj előtt (amelyen Modena második helyen ért célba) távozott Harvey Postlethwaite főtervező és Jean-Claude Migeot is. Ezek hatalmas csapást jelentettek a Tyrrell számára, amely az év végén elvesztette a Honda motorokat, a Braun főszponzort és két pilótáját is
1992-ben a nehéz anyagi helyzet miatt kénytelenek voltak két fizetős pilótát alkalmazni. Emiatt új autót sem tervezhettek, hanem Mike Coughlan segedelmével tervezték át a 020-ast, 020B néven. Sikerült megszerezniük az Ilmor V10-es motorjait is a Honda pótlására, amelyek nem voltak túl megbízhatóak, számos kiesés fűződött a nevükhöz. Mindössze nyolc pontot szereztek a szezonban, mindet de Cesaris révén, és ez a konstruktőri hatodik helyre volt elegendő.
1993-ban Grouilard helyére érkezett Katajama, és vele együtt egy japán motorgyártó, a Yamaha, amelynek motorjait a Judd fejlesztette. Már készült az új autó, az idény elején még a 020-as ismét átalakított, 020C változatát voltak kénytelenek használni. Az elavult és nehezen kezelhető konstrukcióval a célba érés is csodaszámba ment, de Cesarist pedig a spanyol nagydíjról ki is zárták, mert kiugrott a rajtnál. Az autót Katajama vezette utoljára a brit nagydíjon.

## Eredmények
(félkövér jelöli a pole pozíciót, dőlt betű a leggyorsabb kört)
| Év   | Csapat                      | Kasztni      | Motor        | Gumik | Pilóták    | 1   | 2   | 3   | 4   | 5   | 6   | 7   | 8   | 9   | 10  | 11  | 12  | 13  | 14  | 15  | 16  | Pontok | Helyezés |
| ---- | --------------------------- | ------------ | ------------ | ----- | ---------- | --- | --- | --- | --- | --- | --- | --- | --- | --- | --- | --- | --- | --- | --- | --- | --- | ------ | -------- |
| 1991 | Braun Tyrrell Honda         | Tyrrell 020  | Honda RA101E | P     |            | USA | BRA | SMR | MON | CAN | MEX | FRA | GBR | GER | HUN | BEL | ITA | POR | ESP | JPN | AUS | 12     | 6.       |
| 1991 | Braun Tyrrell Honda         | Tyrrell 020  | Honda RA101E | P     | Nakadzsima | 5   | KI  | KI  | KI  | 10  | 12  | KI  | 8   | KI  | 15  | KI  | KI  | 13  | 17  | KI  | KI  | 12     | 6.       |
| 1991 | Braun Tyrrell Honda         | Tyrrell 020  | Honda RA101E | P     | Modena     | 4   | KI  | KI  | KI  | 2   | 11  | KI  | 7   | 13  | 12  | KI  | KI  | KI  | 16  | 6   | 10  | 12     | 6.       |
| 1992 | Tyrrell Racing Organisation | Tyrrell 020B | Ilmor LH10   | G     |            | RSA | MEX | BRA | ESP | SMR | MON | CAN | FRA | GBR | GER | HUN | BEL | ITA | POR | JPN | AUS | 8      | 6.       |
| 1992 | Tyrrell Racing Organisation | Tyrrell 020B | Ilmor LH10   | G     | Grouillard | KI  | KI  | KI  | KI  | 8   | KI  | 12  | 11  | 11  | KI  | KI  | KI  | KI  | KI  | KI  | KI  | 8      | 6.       |
| 1992 | Tyrrell Racing Organisation | Tyrrell 020B | Ilmor LH10   | G     | de Cesaris | KI  | 5   | KI  | KI  | 14  | KI  | 5   | KI  | KI  | KI  | 8   | 8   | 6   | 9   | 4   | KI  | 8      | 6.       |
| 1993 | Tyrrell Racing Organisation | Tyrrell 020C | Yamaha OX10A | G     |            | RSA | BRA | EUR | SMR | ESP | MON | CAN | FRA | GBR | GER | HUN | BEL | ITA | POR | JPN | AUS | 0      | -        |
| 1993 | Tyrrell Racing Organisation | Tyrrell 020C | Yamaha OX10A | G     | Katajama   | KI  | KI  | KI  | KI  | KI  | KI  | 17  | KI  | 13  |     |     |     |     |     |     |     | 0      | -        |
| 1993 | Tyrrell Racing Organisation | Tyrrell 020C | Yamaha OX10A | G     | de Cesaris | KI  | KI  | KI  | KI  | DSQ | 10  | KI  | 15  |     |     |     |     |     |     |     |     | 0      | -        |

## Forráshivatkozások
1. 1 2 3  Legendák a lejtőn – Tyrrell (magyar nyelven). Napi F1 sztori, 2022. június 15. (Hozzáférés: 2024. október 8.)
2. ↑  https://www.autosport.com/f1/news/the-contrasting-fortunes-of-1993s-bottom-six-f1-teams-/10545839/